# Pabellón criollo
Il pabellón criollo (traducibile come carne alla creola oppure bandiera creola) è un piatto tipico della cucina venezuelana, di cui è considerato uno dei piatti più importanti e rappresentativi. Varianti di questa ricetta sono diffuse con nomi diversi anche in tutta l'America Latina.

## Caratteristiche

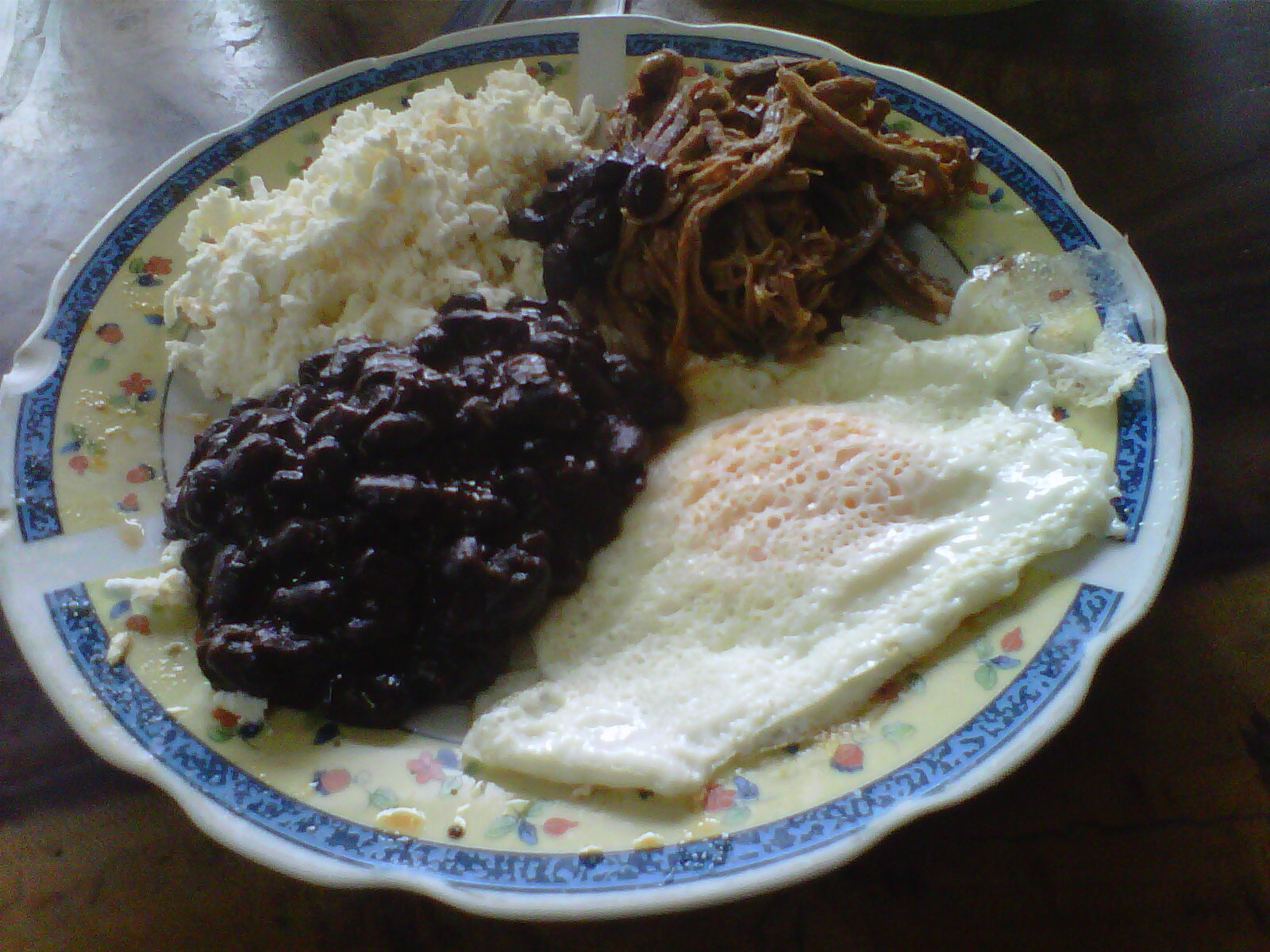
Variante con uovo

Il pabellón criollo è composto da carne bollita sfilacciata e saltata con le verdure, riso bollito, fagioli neri e platano fritto. Esistono anche alcune varianti di questo piatto: ad esempio il pabellón a caballo ha anche un uovo fritto, oltre agli ingredienti sopra elencati.
L'unione di riso e fagioli neri è molto diffuso in tutte le cucine caraibiche, come il gallo pinto costaricano e il moros y cristianos cubano.

## Origine
L'origine di questo piatto risale a non prima del XVI secolo, quando veniva preparato dagli schiavi di origine africana usando la carne avanzata dai signori ispanici il giorno prima.
Si dice che questo piatto rappresenti le etnie del Venezuela: gli europei (il riso bianco), gli africani (i fagioli neri) e gli indigeni (la carne, rossastra).